# In a Japanese Garden (film 1915)
In a Japanese Garden è un cortometraggio muto del 1915 diretto da George Foster Platt.
Protagonisti del film sono i membri della Compagnia Drammatica Imperiale Maida che, dal Giappone, si recarono alla Panama-Pacific International Exposition di San Francisco.

## Produzione
Il film fu prodotto dalla Thanhouser Film Corporation.

## Distribuzione
Distribuito negli Stati Uniti dalla Mutual, il film - un cortometraggio in una bobina - uscì nelle sale cinematografiche il 22 agosto 1915.